# Championnat du monde junior de hockey sur glace 1987
Navigation
Canada 1986 URSS 1988
La onzième édition du championnat du monde junior de hockey sur glace a eu lieu entre le 26 décembre 1986 et le 4 janvier 1987 en Tchécoslovaquie pour le groupe A, entre le 15 et le 21 mars pour le groupe B en France et enfin du 16 au 22 mars au Danemark pour le groupe C.

## Groupe A
Les matchs se sont joués dans les villes tchécoslovaques de Nitra, Piešťany, Trenčín et Topoľčany. Lors du dernier match du tournoi au Zimný štadión Piešťany, le Canada affronte l'URSS dans un contexte international compliqué avec la guerre froide touchant à sa fin. Alors que les canadiens mènent au score par 4 à 2, une bagarre éclate entre Pavel Kostitchkine et Theoren Fleury. Cette bagarre va dégénérer et l'ensemble des deux équipes va participer à la première bagarre générale d'une édition de championnat du monde junior. À la suite de cet incident, la Fédération internationale de hockey sur glace décide de disqualifier les deux nations, infligeant des suspensions allant pour certains joueurs jusqu'à 18 mois et jusqu'à deux ans pour les entraîneurs des équipes.

### Résultats du groupe A
| Équipe          | Fin. | Tch. | Suè. | U.S.A. | Pol. | Sui. | URSS. | Can. |
| --------------- | ---- | ---- | ---- | ------ | ---- | ---- | ----- | ---- |
| Finlande        |      | 5–3  | 0–5  | 4–1    | 13–3 | 12–1 | 5–4   | 6–6  |
| Tchécoslovaquie | 3–5  |      | 4–3  | 2–8    | 9–2  | 8–1  | 5–3   | 5–1  |
| Suède           | 5–0  | 3–4  |      | 8–0    | 15–0 | 8–0  | 3–3   | 3–4  |
| États-Unis      | 1–4  | 8–2  | 0–8  |        | 15–2 | 12–6 | 4–2   | 2–6  |
| Pologne         | 3–13 | 2–9  | 0–15 | 2–15   |      | 8–3  | 3–7   | 3–18 |
| Suisse          | 1–12 | 1–8  | 0–8  | 6–12   | 3–8  |      | 0–8   | 4–6  |
| URSS            | 4–5  | 3–5  | 3–3  | 2–4    | 7–3  | 8–0  |       | ann. |
| Canada          | 6–6  | 1–5  | 4–3  | 6–2    | 18–3 | 6–4  | ann.  |      |

### Classement du groupe A
|        | Équipe          | PJ | V | N | D | Pts | BP | BC |
| ------ | --------------- | -- | - | - | - | --- | -- | -- |
| Or     | Finlande        | 7  | 5 | 1 | 1 | 11  | 45 | 23 |
| Argent | Tchécoslovaquie | 7  | 5 | 0 | 2 | 10  | 36 | 23 |
| Bronze | Suède           | 7  | 4 | 1 | 2 | 9   | 45 | 11 |
| 4      | États-Unis      | 7  | 4 | 0 | 3 | 8   | 42 | 30 |
| 5      | Pologne         | 7  | 1 | 0 | 6 | 2   | 21 | 80 |
| 6      | Suisse          | 7  | 0 | 0 | 7 | 0   | 15 | 62 |

### Meilleurs pointeurs groupe A
|   | Joueur        | Équipe          | B | A  | PTS |
| - | ------------- | --------------- | - | -- | --- |
| 1 | Ulf Dahlén    | Suède           | 7 | 8  | 15  |
| 2 | Teppo Kivelä  | Finlande        | 6 | 6  | 12  |
| 3 | Jukka Seppo   | Finlande        | 3 | 9  | 12  |
| 4 | Janne Ojanen  | Finlande        | 2 | 10 | 12  |
| 5 | Pat Elynuik   | Canada          | 6 | 5  | 11  |
| 6 | Pär Eklund    | Suède           | 5 | 6  | 11  |
| 7 | Roger Ohman   | Suède           | 5 | 6  | 11  |
| 8 | Sami Wahlsten | Finlande        | 4 | 7  | 11  |
| 9 | Bo Svanberg   | Suède           | 7 | 3  | 10  |
| 9 | Martin Hosták | Tchécoslovaquie | 7 | 3  | 10  |

## Groupe B
Les matchs du groupe B ont eu lieu dans la ville de Rouen. Le groupe B a été divisé en deux poules de quatre nations. Les deux premières équipes de chaque poules sont qualifiées pour la suite de la compétition alors que les quatre autres équipes joueront la poule de relégation.

### Premier tour
Résultats
| Équipe             | All. | Jap. | Fra. | Rou. |
| ------------------ | ---- | ---- | ---- | ---- |
| Allemagne fédérale |      | 6–3  | 2–2  | 16–3 |
| Japon              | 3–6  |      | 3–1  | 11–7 |
| France             | 2–2  | 1–3  |      | 4–3  |
| Roumanie           | 3–16 | 7–11 | 3–4  |      |

| Équipe   | Nor. | Aut. | P.-Bas | Ita. |
| -------- | ---- | ---- | ------ | ---- |
| Norvège  |      | 11–1 | 5–5    | 12–1 |
| Autriche | 1–11 |      | 6–4    | 4–4  |
| Pays-Bas | 5–5  | 4–6  |        | 7–5  |
| Italie   | 1–12 | 4–4  | 5–7    |      |

Classements
|   | Équipe             | PJ | V | N | D | Pts | BP | BC |
| - | ------------------ | -- | - | - | - | --- | -- | -- |
| 1 | Allemagne fédérale | 3  | 2 | 1 | 0 | 5   | 24 | 8  |
| 2 | Japon              | 3  | 2 | 0 | 1 | 4   | 17 | 14 |
| 3 | France             | 3  | 1 | 1 | 1 | 3   | 7  | 8  |
| 4 | Roumanie           | 3  | 0 | 0 | 3 | 0   | 13 | 31 |

|   | Équipe   | PJ | V | N | D | Pts | BP | BC |
| - | -------- | -- | - | - | - | --- | -- | -- |
| 1 | Norvège  | 3  | 2 | 1 | 0 | 5   | 28 | 7  |
| 2 | Autriche | 3  | 1 | 2 | 0 | 3   | 11 | 19 |
| 3 | Pays-Bas | 3  | 1 | 1 | 1 | 3   | 16 | 16 |
| 4 | Italie   | 3  | 0 | 1 | 2 | 1   | 10 | 23 |

### Poule de relégation
Les résultats des matchs particuliers du premier tour sont conservés.
| Équipe   | Fra.  | Rou.  | P.-Bas | Ita.  |
| -------- | ----- | ----- | ------ | ----- |
| France   |       | (4–3) | 7–5    | 7–3   |
| Roumanie | (3–4) |       | 7–4    | 5–1   |
| Pays-Bas | 5–7   | 4–7   |        | (7–5) |
| Italie   | 3–7   | 1–5   | (5–7)  |       |

|   | Équipe   | PJ | V | N | D | BP | BC |
| - | -------- | -- | - | - | - | -- | -- |
| 1 | France   | 3  | 3 | 0 | 0 | 18 | 11 |
| 2 | Roumanie | 3  | 2 | 0 | 1 | 15 | 9  |
| 3 | Pays-Bas | 3  | 1 | 0 | 2 | 16 | 19 |
| 4 | Italie   | 3  | 0 | 0 | 3 | 9  | 19 |

### Poule pour la montée
Les résultats des matchs particuliers du premier tour sont conservés.
| Équipe             | All.  | Nor.   | Jap   | Aut.   |
| ------------------ | ----- | ------ | ----- | ------ |
| Allemagne fédérale |       | 13–3   | (6–3) | 11–0   |
| Norvège            | 3–13  |        | 7–5   | (11–1) |
| Japon              | (3–6) | 5–7    |       | 6–3    |
| Autriche           | 0–11  | (1–11) | 3–6   |        |

|   | Équipe             | PJ | V | N | D | BP | BC |
| - | ------------------ | -- | - | - | - | -- | -- |
| 1 | Allemagne fédérale | 3  | 3 | 0 | 0 | 30 | 6  |
| 2 | Norvège            | 3  | 2 | 0 | 1 | 21 | 19 |
| 3 | Japon              | 3  | 1 | 0 | 2 | 14 | 16 |
| 4 | Autriche           | 3  | 0 | 0 | 3 | 4  | 28 |

### Résultats du groupe B
|   | Équipe             |
| - | ------------------ |
| 1 | Allemagne fédérale |
| 2 | Norvège            |
| 3 | Japon              |
| 4 | Autriche           |
| 5 | France             |
| 6 | Roumanie           |
| 7 | Pays-Bas           |
| 8 | Italie             |

|   | Joueur            | Équipe    | B | A | PTS |
| - | ----------------- | --------- | - | - | --- |
| 1 | Andreas Brockmann | Allemagne | 6 | 8 | 14  |
| 2 | Andreas Lupzig    | Allemagne | 6 | 7 | 13  |
| 3 | Sepp Wassermann   | Allemagne | 5 | 6 | 11  |
| 4 | Morten Finstad    | Norvège   | 6 | 4 | 10  |
| 4 | Roger Dahl        | Norvège   | 6 | 4 | 10  |

## Groupe C
Le groupe C s'est joué dans la ville de Esbjerg au Danemark.
Résultats
| Équipe          | You. | Dan. | G.-Br. | Bul. | Esp. | Aus. |
| --------------- | ---- | ---- | ------ | ---- | ---- | ---- |
| Yougoslavie     |      | 13–4 | 6–4    | 5–1  | 11–2 | 21–1 |
| Danemark        | 4–13 |      | 11–4   | 8–3  | 7–3  | 14–1 |
| Grande-Bretagne | 4–6  | 4–11 |        | 4–2  | 6–2  | 7–0  |
| Bulgarie        | 1–5  | 3–8  | 2–4    |      | 8–5  | 7–1  |
| Espagne         | 2–11 | 3–7  | 2–6    | 5–8  |      | 7–2  |
| Australie       | 1–21 | 1–14 | 0–7    | 1–7  | 2–7  |      |

Classement
|   | Équipe          | PJ | V | N | D | BP | BC |
| - | --------------- | -- | - | - | - | -- | -- |
| 1 | Yougoslavie     | 5  | 5 | 0 | 0 | 56 | 12 |
| 2 | Danemark        | 5  | 4 | 0 | 1 | 40 | 11 |
| 3 | Grande-Bretagne | 5  | 3 | 0 | 2 | 25 | 21 |
| 4 | Bulgarie        | 5  | 2 | 0 | 3 | 21 | 23 |
| 5 | Espagne         | 5  | 1 | 0 | 4 | 19 | 34 |
| 6 | Australie       | 5  | 0 | 0 | 5 | 5  | 56 |

Nik Zupančič, attaquant yougoslave est le meilleur pointeur du groupe avec 23 points (18 buts et 5 passes décisives).

### Sources
- (de) Cet article est partiellement ou en totalité issu de l’article de Wikipédia en allemand intitulé « Eishockey-Weltmeisterschaft 1987 » (voir la liste des auteurs).